# Entre ses mains (film, 2005)
Pour les articles homonymes, voir Entre ses mains et Entre ses mains (téléfilm, 2022).
Pour plus de détails, voir Fiche technique et Distribution.
Entre ses mains est un film franco-belge réalisé par Anne Fontaine, sorti le 11 septembre 2005. Il est adapté du roman Les Kangourous de Dominique Barbéris.

## Synopsis
À Lille, Claire, 30 ans, travaille dans les assurances. À cause d'un dégât des eaux, Laurent Kessler, vétérinaire, vient la voir pour s'occuper de son sinistre. De cette rencontre naît une relation ambiguë. Claire est mariée, mère d'une petite fille, Pauline. Laurent est un infatigable séducteur qui insiste pour revoir Claire le plus souvent possible. Parfois jovial, parfois déprimé, Laurent laisse une impression forte à Claire, pendant qu'un tueur en série rôde dans cette agglomération lilloise. Ce tueur s'attaque exclusivement aux femmes et les tue en leur tranchant la gorge avec un scalpel, et Claire est prise de doute sur la véritable identité de Laurent.

## Fiche technique
- Titre : Entre ses mains
- Réalisation : Anne Fontaine
- Scénario : Julien Boivent et Anne Fontaine, d'après le roman Les Kangourous, de Dominique Barbéris
- Production : Philippe Carcassonne, Bruno Pésery et Dominique Janne
- Musique : Pascal Dusapin
- Photographie : Denis Lenoir
- Montage : Luc Barnier et Philippe Ravoet
- Son : Jean-Claude Laureux
- Pays d'origine :  France
- Format : couleur - 1,85:1 - Dolby Digital - 35 mm
- Genre : drame
- Durée : 90 minutes
- Dates de sortie : 
  - 11 septembre 2005 (festival de Toronto)
  - 21 septembre 2005 (Belgique, France)

## Distribution
- Benoît Poelvoorde : Laurent Kessler
- Isabelle Carré : Claire Gauthier
- Jonathan Zaccaï : Fabrice Gauthier
- Valérie Donzelli : Valérie
- Bernard Bloch : le directeur de la compagnie d'assurances
- Véronique Nordey : Madame Kessler, la mère de Laurent
- Michel Dubois : le père de Claire
- Martine Chevallier : la mère de Claire
- Jean-Chrétien Sibertin-Blanc : le collègue de bureau
- Dominique Dubois : madame Gauthier, la mère de Fabrice
- Patrick Brasseur : monsieur Gauthier, le père de Fabrice
- Pierre Diot
- Sonia Hell
- Agathe Louvieaux

## Autour du film
Le film a été tourné à Lille et son agglomération, on y retrouve un certain nombre d'endroits connus :
- la grande roue sur la grand place installée pendant tout le mois de décembre ;
- le centre de Roubaix et son tramway ;
- le vieux Lille et ses boutiques de luxe ;
- le littoral du nord qui est un lieu de détente proche pour les habitants lillois ;
- le zoo de Lille.

L'acteur Jean-Chrétien Sibertin-Blanc est le frère de la réalisatrice.